# Eugenia tuberculata
Eugenia tuberculata är en myrtenväxtart som först beskrevs av Carl Sigismund Kunth, och fick sitt nu gällande namn av Dc.. Eugenia tuberculata ingår i släktet Eugenia och familjen myrtenväxter.
Artens utbredningsområde är Kuba. Inga underarter finns listade i Catalogue of Life.